# Castel Ortenburg
Castel Ortenburg (in tedesco Schloss Ortenburg) si trova a Unterhaus, frazione nel comune austriaco di Baldramsdorf, Distretto di Spittal an der Drau appartenente al Land della Carinzia. Nel corso del tempo è stato conosciuto anche come Paternschloss e castello di Unterhaus e la sua storia inizia nel XVI secolo.

## Storia

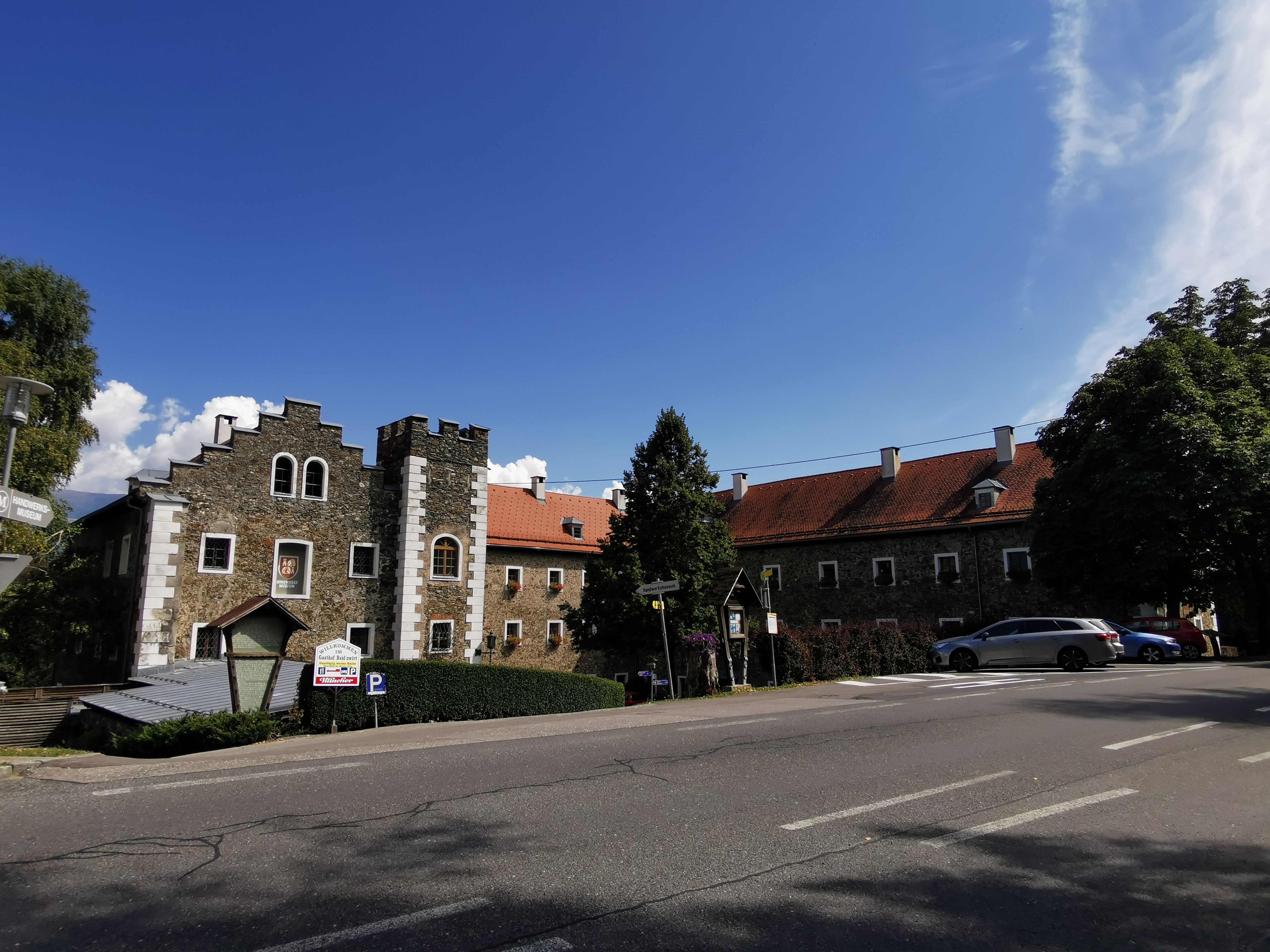
Insieme della struttura

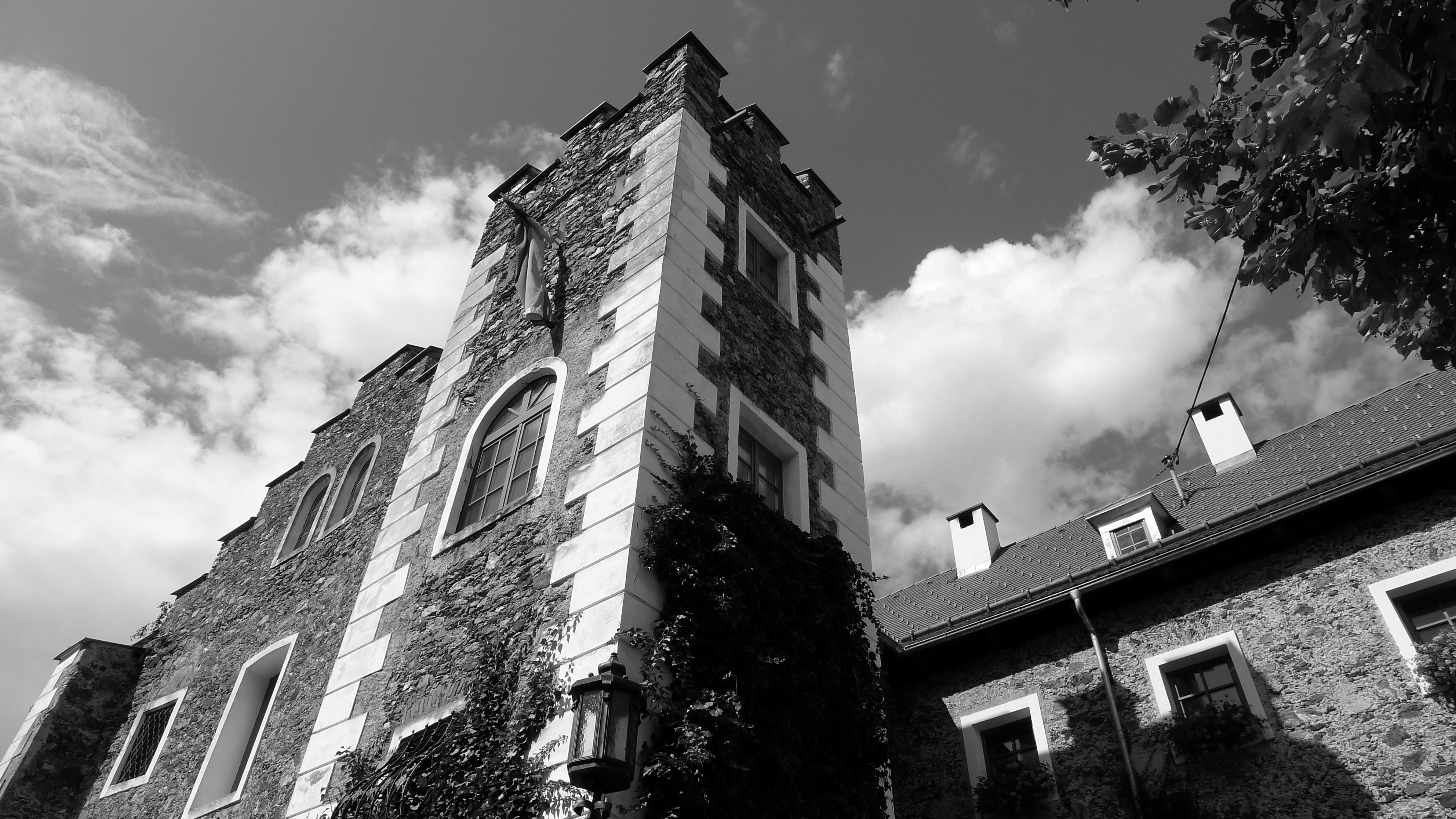
Torre con merlatura dell'ala ovest

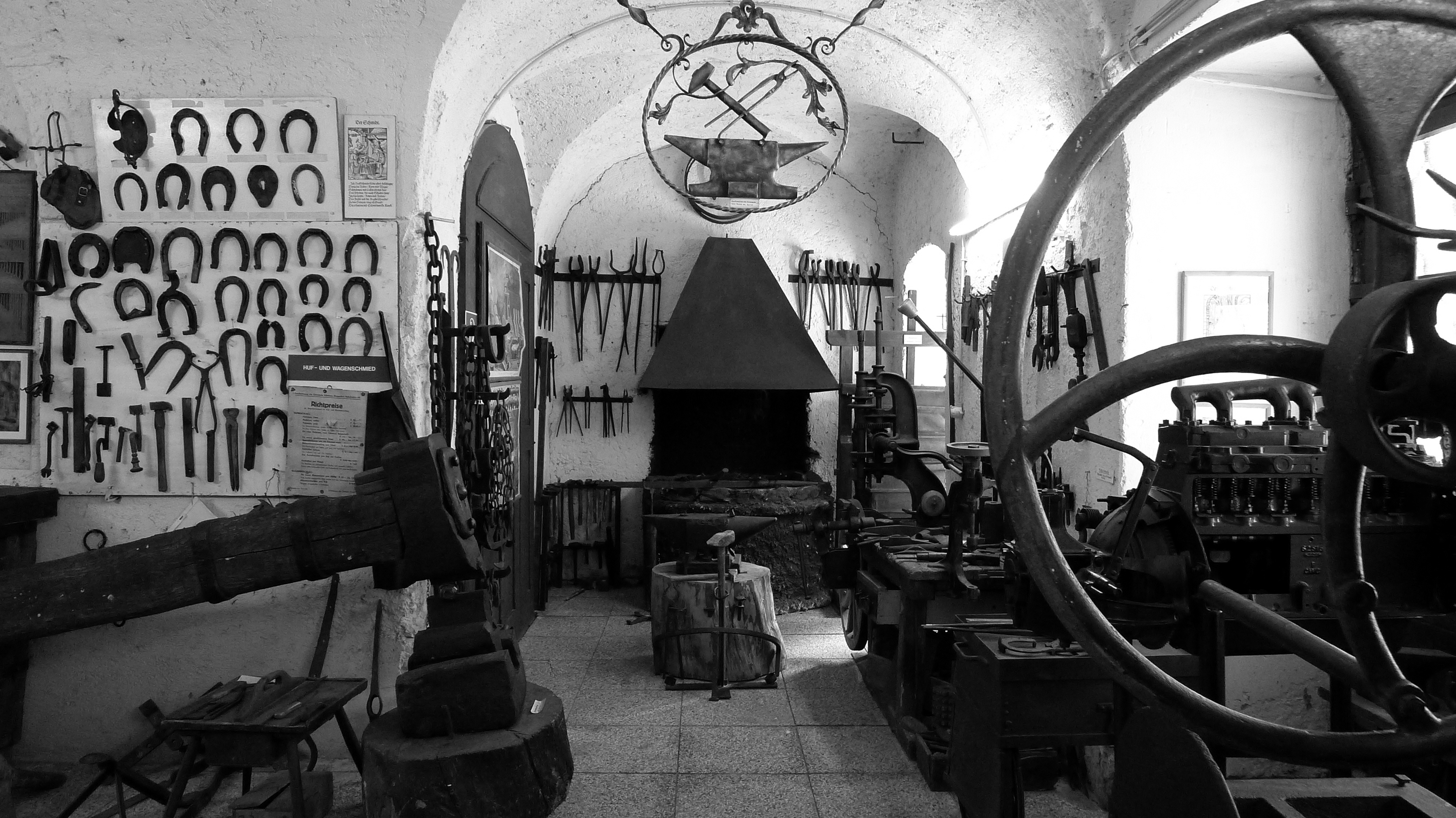
Una delle sale dell'esposizione museale

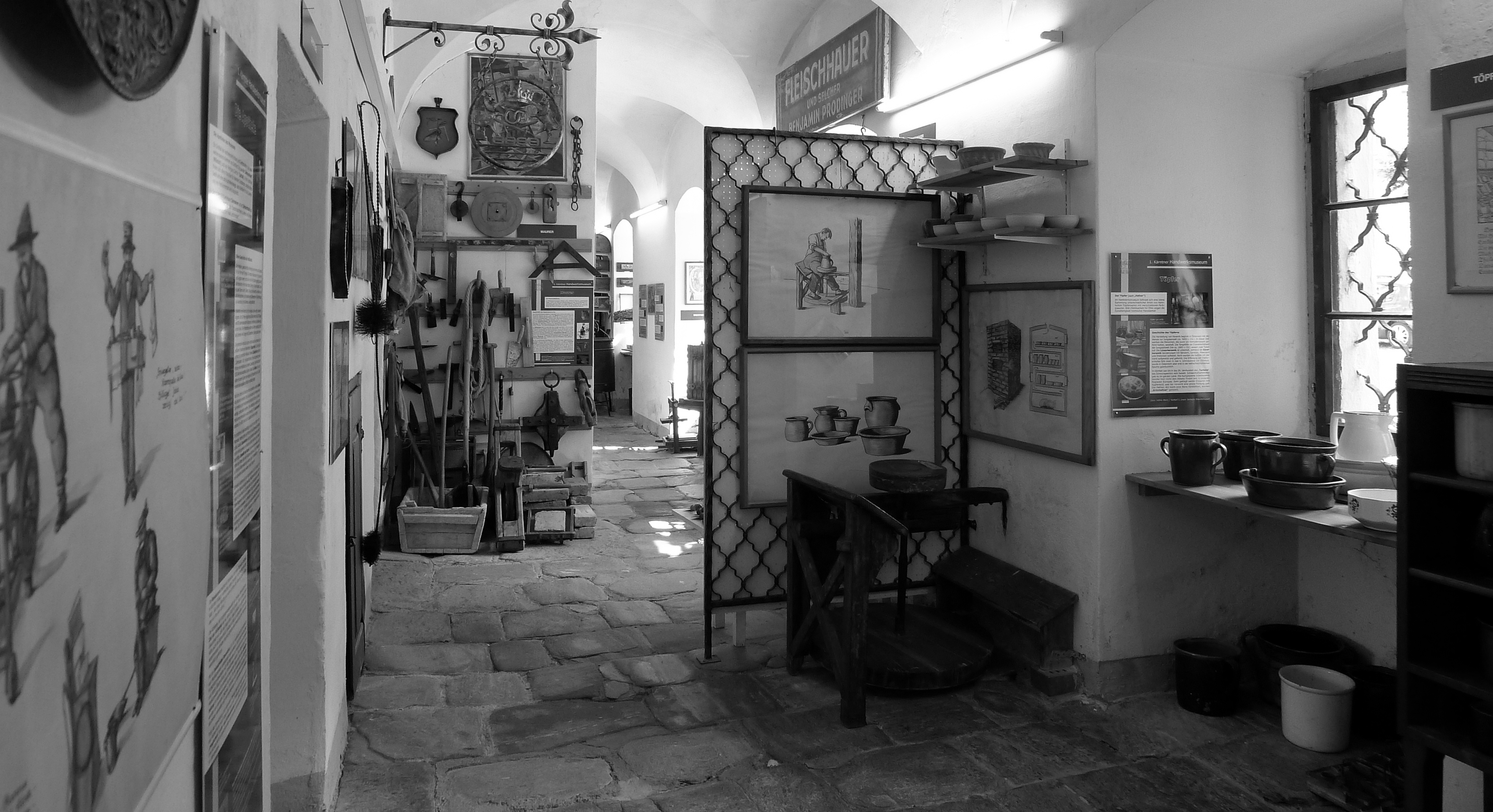
Una seconda sala dell'esposizione museale

Il castello di Ortenburg fu costruito nel XV secolo sotto l'imperatore Federico III d'Asburgo dal capomastro Hans Schwab e fu legato quasi da subito alla signoria di Ortenburg. Nel 1710 il governatore provinciale, principe Hannibal Alphons von Porcia, donò l'edificio, noto anche come Paternschloss, ad un monastero geronimita al fine di contrastare la diffusione del protestantesimo in Carinzia. L'edificio subì gravi danni a causa dell'instabilità del terreno che era stato scelto per la sua erezione e divenne presto fatiscente. Nel 1767 fu necessaria un'importante opera di ricostruzione che mantenne le parti del precedente edificio risalenti ai secoli XVI e XVII in condizioni tali da essere recuperate. Sotto Giuseppe II d'Asburgo-Lorena, per precise disposizioni imperiali, l'Ordine dei Geronimiti fu abolito ma il monastero rimase attivo fino all'inizio del XIX secolo. Durante le guerre francesi l'ormai ex castello ospitò un ospedale militare e nelle sue vicinanze venne costruito un cimitero. Nel 1871 il maniero con la sua tenuta venne acquistato da un militare di carriera, il capitano Gustav Ritter von Gröller, e il suo erede e genero, il console generale a Trieste Albert von Glanstätten, intorno al 1912 lo fece restaurare ricoprendone il tetto con Eternit, materiale edilizio da pochi anni messo sul mercato, e sistemando le condotte idriche. Gli eredi vendettero la struttura, ormai nota anche come castello di Unterhaus, alla compagnia di assicurazioni Phönix. Dal 1938 appartiene al comune di Baldramsdorf. Dal 1977 nei suoi ambienti è ospitato il primo museo dell'artigianato carinziano che, in oltre 40 spazi completamente attrezzati, racconta il mondo del lavoro dei secoli passati.

## Descrizione
Il castello di Ortenburg si trova sotto le rovine di Ortenburg sulla strada che unisce il comune austriaco di Baldramsdorf alla frazione di Schwaig nel Distretto di Spittal an der Drau appartenente al Land della Carinzia. 
Il complesso si sviluppa su tre piani con muratura a vista ed apparire così più antico di quanto non sia in realtà. Le sue ali delimitano un cortile a forma di ferro di cavallo e l'ala ovest è di dimensioni ridotte rispetto a quella a est. L'ala ovest è caratterizzata dal caratteristico timpano a gradini che richiama le costruzioni di epoca storica ed è fiancheggiata sulla destra da una torre alta e sottile con una merlatura frutto della ricostruzione realizzata nel 1912. Tutti i bordi angolari di questa parte sono provvisti di bugnato in pietra locale chiara. Gli ambienti al piano terra del castello hanno volta a crociera e a botte con lunette del XVII secolo. Una stanza al piano terra nell'angolo sud-est dell'edificio conserva uno storico specchio curvo barocco con cornice in stucco e con un medaglione mariano al centro del soffitto. L'edificio dal 1977 ospita il Museo dell'artigianato della Carinzia, il primo di questo genere nel Land. Gli ambienti che hanno ospitato in passato anche un monastero e un ospedale militare sono stati adattati per diventare spazi espositivi con più di 40 diversi laboratori artigianali finalizzati ad illustrare i mestieri e le professioni locali, come le attività di fabbro, carrozziere, falegname, calzolaio, sellaio, tipografo, parrucchiere, orologiaio e varie attività commerciali.

### Bene architettonico tutelato
Castel Ortenburg è stato posto sotto tutela dei monumenti da parte della Repubblica austriaca col numero 63511.